# Claude Claudot
Pour les articles homonymes, voir Claudot.
Claude Constant Claudot est un homme politique français né le 7 avril 1816 à Neufchâteau (Vosges) et décédé le 10 février 1883 à Épinal (Vosges).

## Biographie
Fils d'un capitaine à la retraite, chevalier de la Légion d'Honneur, Claude Claudot fait des études de médecines à Strasbourg et s'installe comme médecin à Neufchâteau. Il est élu conseiller général à Coussey en 1864 en tant que conservateur libéral et se fait réélire en 1870, 1871 et 1877. Il s'installe à Éloyes, commune de sa deuxième femme, en 1868. Après la proclamation de la République française du 4 septembre 1870, il se rallie à la République et est nommé maire de sa commune en 1871, poste qu'il garde jusqu'à sa mort. Claudot est élu en deuxième position en 1876 pour le siège de sénateur, siégeant à gauche. Il vote contre le gouvernement de Broglie et les congrégations religieuses enseignantes mais se retrouve en porte-à-faux avec les républicains car il est un catholique convaincu alors que ceux-ci sont anticléricaux et a aussi des problèmes de santé. Il démissionne donc le 28 juin 1879 du Sénat et du Conseil général. Il a une fille, Constance et deux fils dont Charles Claudot, lui aussi médecin est conseiller d'arrondissement de Neufchâteau de 1871 à 1913.